# 量化噪声

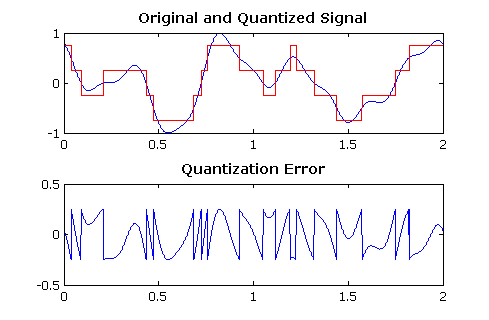
以無限大取樣率進行兩位元 ADC 的量化噪聲。上圖藍色訊號和紅色訊號之差即為量化噪聲；其會「加入」至量化後的訊號並成為噪聲（誤差）來源

量化噪声是衡量模数转换效果的参数。量化前的信号经量化后被量化后的信号所代替，这个过程必然要产生量化误差，因此，设输入信号与输出信号之间的差值为{\displaystyle e=y-x=Q(x)-x}。
它的作用如同噪声一样，将其定义为量化噪声，因此模拟信号通过量化器可以理解为x通过了一个加性噪声信道，输出为{\displaystyle y=x+e}。对于加性噪声信道，我们习惯于用噪声功率及信噪比来进行描述。因此，我们引入量化噪声功率的概念，用{\displaystyle N_{q}}来表示：
{\displaystyle N_{q}=E[e^{2}]=E[(y-x)^{2}]=E[(Q(x)-x)^{2}]=\int _{\infty }^{-\infty }(Q(x)-x)^{2}P(x)dx}
它实际上就是均方差。而{\displaystyle P(x)}为{\displaystyle x}的概率密度函数。